# Aglaia oligophylla
Aglaia oligophylla är en tvåhjärtbladig växtart som beskrevs av Friedrich Anton Wilhelm Miquel. Aglaia oligophylla ingår i släktet Aglaia och familjen Meliaceae. Inga underarter finns listade i Catalogue of Life.